# Sunnerbo, Västbo och Östbo häraders domsaga
Sunnerbo, Västbo och Östbo häraders domsaga var en domsaga i Jönköpings län och Kronobergs län, bildad 1680. Domsagan delades 1779 i Sunnerbo domsaga och Östbo och Västbo domsaga

## Tingslag
- Sunnerbo tingslag
- Östbo tingslag
- Västbo tingslag

## Häradshövdingar
- 1680-1681 Nils Lindegren
- 1681-1684 Samuel Fougman
- 1684-1702 Hans Berghman
- 1702-1723 Daniel Dreffling
- 1723-1726 Carl Gustaf Beckman
- 1726-1730 Bengt Bergius
- 1730-1753 Lars Barck
- 1755-1763 Carl Gustaf Carlberg
- 1763-1775 Joachim Wetterberg
- 1775–1778 David Lillienberg